# Latitude World Square
Le Latitude World Square est un gratte-ciel de bureaux appartenant à la société Ernst & Young, construit à Sydney (Australie) en 2004, et situé au 688 George Street, à l'angle avec Goulburn Street.